# Cane (Honduras)
Cane è un comune dell'Honduras facente parte del dipartimento di La Paz.
Il comune venne istituito nel 1867.